# Joseph Alexandre de Ségur

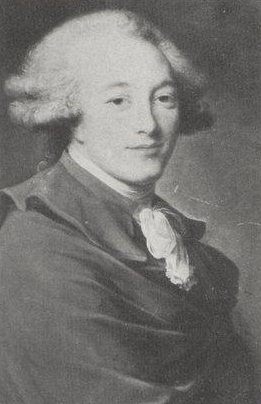
Joseph Alexandre Vicomte de Ségur

Joseph Alexandre de Ségur (* 14. April 1756 in Paris; † 27. Juli 1805 in Bagnères-de-Bigorre) war ein französischer Feldmarschall, Dichter und Theaterschriftsteller.

## Leben
De Ségur war einer der Grafen von Ségur aus der Linie des Henri François, comte de Ségur (1689–1751). Er war der zweitgeborene Sohn des Marschalls von Frankreich Philippe-Henri de Ségur, Marquis von S.-Ponchat (1724–1801) und dessen Frau Louis Anne Madeleine (Geborene de Vernon de Beauval), sowie ein jüngerer Bruder des Louis-Philippe de Ségur, Graf von S. d’Aguesseau (1753–1830) und ein Onkel von Octave de Ségur (1779–1818) und Philippe-Paul de Ségur (1780–1873).
Wie all seine männlichen Verwandten schlug auch er zunächst eine militärische Laufbahn ein. Während der Französischen Revolution wurde er am 3. März 1885 Oberst des Dragonerregiments der Chasseur-Hennegau (Hennegau-Jäger) das nach seinem Namen Ségur-Dragons benannt wurde, und 1788 Maréchal de camp. Er geriet in Gefangenschaft und war für längere Zeit eingekerkert. Nach seiner Freilassung beendete er nach gut 20 Jahren seinen Militärdienst und widmete sich seiner eigentlichen Leidenschaft, der Poesie und der Literatur. Er veröffentlichte mehrere Lustspiele, Libretti, Lieder, Opern und Erzählungen. Viele seiner Bühnenstücke wurden in den Pariser Theatern Feydeau, Louvois, Vaudeville oder dem Théâtre de l’Opéra comique national aufgeführt.
De Ségur war Testamentsvollstrecker des Barons Pierre Victor de Besenval de Brunstatt (französisch Exécuteur Testameutaire de M. le Baron de Besenval), dessen Memoiren er noch im Mai 1805 kurz vor seinem eigenen Tod herausgab. Es heißt, dass der Baron der biologische Vater de Ségurs war. So hielt Gouverneur Morris in seinem Tagebuch für den 27. März 1789 fest:

« Je me rends ensuite chez le baron de Besenval. La société est nombreuse, et il s’y trouve le vicomte de Ségur, qui passe pour le fils du baron; il faut admettre qu’il l’est réellement, si l’on accepte comme preuve leur ressemblance physique et leur tendresse mutuelle. Ce jeune homme est le Lovelace du jour, et aussi remarquable que son père comme séducteur. Il ne manque pas d’intelligence. »

„Ich ging dann zum Haus des Barons de Besenval. Die Gesellschaft war groß, und da war auch der Viscount de Ségur, der angeblich der Sohn des Barons war. Man muss zugeben, dass er es tatsächlich ist, wenn man ihre körperliche Ähnlichkeit und ihre gegenseitige Zuneigung als Beweis annimmt. Dieser junge Mann ist der Lovelace seiner Zeit und ein ebenso bemerkenswerter Verführer wie sein Vater. An Intelligenz mangelt es ihm nicht.“

## Familie
Mit der Tänzerin Louise-Julie Careau (8. Januar 1756 – 5. Mai 1805, verheiratet mit François-Joseph Talma), hatte er einen unehelichen Sohn
- Alexandre Philippe (oder Alexandre-Felix) de Ségur (1781 – 10. Februar 1803)

1792 begann er eine Liaison mit Reine Claude Chartraire de Bourbonne (1764–1812), mit der er einen weiteren unehelichen Sohn hatte
- Alexandre Joseph de Ségur (21. Januar 1793 – 28. April 1864) ⚭ Caroline (geborene Mathieu de Mauvières † 1855)
  - Marie-Renée Claude de Ségur (12. Februar 1824 – 1. November 1903) ⚭ Auguste de Gramont, duc de Lesparre (1. Juli 1820 – 4. September 1877)

## Schriften (Auswahl)
- Correspondance secrète de Ninon de l’Enclos Paris 1790.
- La femme jalouse Paris 1791 (Roman)
- Le retour du Mari, comédie en un acte. In: Chefs-d’oeuvre dramatiques de Demoustier, Carbon-Flins, et De Ségur. J. Didot, Paris 1824, S. 309–364 (Textarchiv – Internet Archive, Dramatische Meisterwerke von Charles-Albert Demoustier, Claude-Marie-Louis-Emmanuel Carbon de Flins des Oliviers und Alexandre-Joseph-Pierre Ségur)
- Le cabriolet jaune : opera bouffon en un acte en prose Huet, Legras et Cordier, Paris 1800 archive.org, Uraufführung im Théâtre de l’Opéra comique national in Paris.
- Les femmes, leur condition et leur influence dans l’ordre social etc. 3 Bände, Paris 1803 (archive.org, archive.org, archive.org).
- Roméo et Juliette : opéra en trois actes Fages, Paris 1809 (französisch, archive.org – Daniel Steibelt Musik, Partitur, archive.org).